# 三氟甲磺酸铀酰
三氟甲磺酸铀酰是一种无机化合物，化学式为UO2(CF3SO3)2。它可由三氧化铀和三氟甲磺酸或三氟甲磺酸酐反应制得。它和双(环辛四烯)合铀在吡啶中回流反应，可以得到[U6O8(CF3SO3)8(C5H5N)8]。它和三甲基碘硅烷反应，可以得到碘化铀酰。